# Aire d'attraction de Lyon
L'aire d'attraction de Lyon est un zonage d'étude défini par l'Insee pour caractériser l’influence de la commune de Lyon sur les communes environnantes. Publiée en octobre 2020, elle se substitue à l'aire urbaine de Lyon, qui comportait 498 communes dans le zonage de 2010.

## Définition
L'aire d'attraction d'une ville est composée d’un pôle, défini à partir de critères de population et d’emploi ainsi que d’une couronne constituée des communes dont au moins 15 % des actifs travaillent dans le pôle. Le pôle d’attraction constitue ainsi un point de convergence des déplacements domicile-travail,.

## Géographie
L’aire d'attraction de Lyon est une aire inter-départementale qui comporte 398 communes : 138 situées dans le Rhône, les 59 de la métropole de Lyon, 104 dans l'Isère, 82 dans l'Ain et 15 dans la Loire. 

### Carte

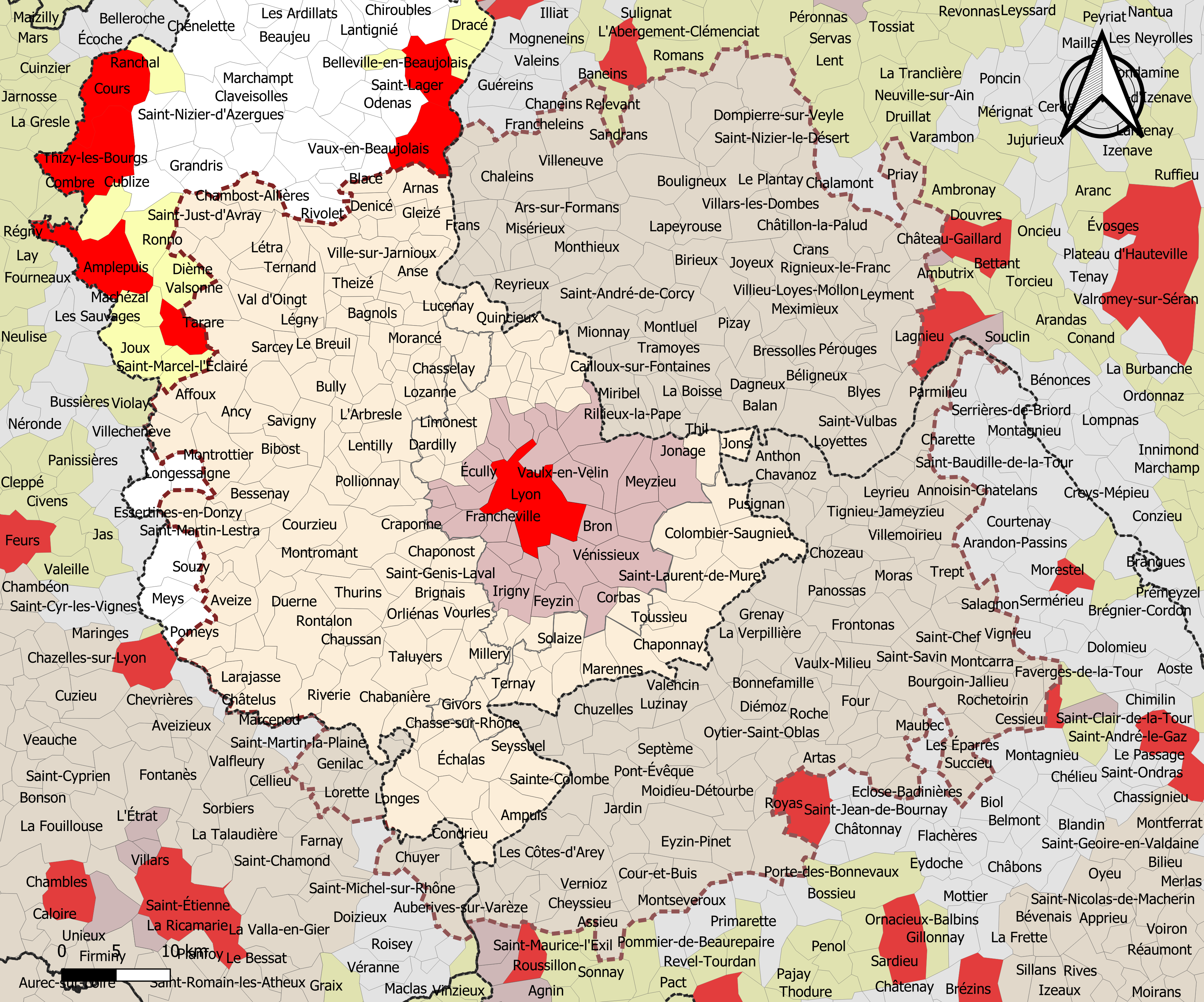
Carte de l'aire d'attraction de Lyon.
Commune-centre
Commune du pôle principal
Commune de la couronne

### Composition communale
| Catégorie                  | Département       | Communes | Communes |
| Catégorie                  | Département       | Nombre   | Libellé |
| -------------------------- | ----------------- | -------- | --- |
| Commune-centre             | Métropole de Lyon | 1        | Lyon. |
| Communes du pôle principal | Métropole de Lyon | 30       | Bron, Caluire-et-Cuire, Champagne-au-Mont-d'Or, Collonges-au-Mont-d'Or, Craponne, Écully, Fontaines-sur-Saône, Francheville, Irigny, La Mulatière, Oullins, Pierre-Bénite, Saint-Cyr-au-Mont-d'Or, Saint-Didier-au-Mont-d'Or, Saint-Fons, Sainte-Foy-lès-Lyon, Saint-Genis-Laval, Saint-Genis-les-Ollières, Tassin-la-Demi-Lune, Vaulx-en-Velin, Vénissieux, Villeurbanne, Chassieu, Corbas, Décines-Charpieu, Feyzin, Meyzieu, Rillieux-la-Pape, Saint-Priest, Sathonay-Camp. |
| Communes de la couronne    | Rhône             | 138      | Affoux, Alix, Ambérieux, Ampuis, Ancy, Anse, L'Arbresle, Arnas, Aveize, Bagnols, Belmont-d'Azergues, Bessenay, Bibost, Val d'Oingt, Le Breuil, Brignais, Brindas, Brullioles, Brussieu, Bully, Chambost-Allières, Chamelet, La Chapelle-sur-Coise, Chaponost, Charnay, Chasselay, Châtillon, Chaussan, Chazay-d'Azergues, Les Chères, Chessy, Chevinay, Civrieux-d'Azergues, Cogny, Coise, Condrieu, Courzieu, Denicé, Dième, Dommartin, Duerne, Échalas, Éveux, Fleurieux-sur-l'Arbresle, Frontenas, Gleizé, Grézieu-la-Varenne, Les Haies, Lacenas, Lachassagne, Larajasse, Légny, Lentilly, Létra, Limas, Loire-sur-Rhône, Longes, Lozanne, Lucenay, Marcilly-d'Azergues, Marcy, Messimy, Millery, Moiré, Montagny, Montromant, Montrottier, Morancé, Mornant, Orliénas, Pollionnay, Pomeys, Pommiers, Vindry-sur-Turdine, Porte des Pierres Dorées, Riverie, Rontalon, Sain-Bel, Sarcey, Savigny, Soucieu-en-Jarrest, Sourcieux-les-Mines, Souzy, Beauvallon, Saint-André-la-Côte, Saint-Appolinaire, Sainte-Catherine, Saint-Clément-les-Places, Saint-Clément-sur-Valsonne, Sainte-Colombe, Sainte-Consorce, Saint-Cyr-sur-le-Rhône, Saint-Forgeux, Sainte-Foy-l'Argentière, Saint-Genis-l'Argentière, Saint-Germain-Nuelles, Saint-Jean-des-Vignes, Saint-Julien, Saint-Julien-sur-Bibost, Saint-Just-d'Avray, Saint-Laurent-d'Agny, Saint-Laurent-de-Chamousset, Saint-Martin-en-Haut, Chabanière, Sainte-Paule, Saint-Pierre-la-Palud, Saint-Romain-de-Popey, Saint-Romain-en-Gal, Saint-Romain-en-Gier, Saint-Symphorien-sur-Coise, Saint-Vérand, Taluyers, Ternand, Theizé, Thurins, Trèves, Tupin-et-Semons, Vaugneray, Villechenève, Villefranche-sur-Saône, Ville-sur-Jarnioux, Vourles, Yzeron, Chaponnay, Communay, Genas, Jons, Marennes, Montanay, Pusignan, Saint-Bonnet-de-Mure, Saint-Laurent-de-Mure, Saint-Pierre-de-Chandieu, Saint-Symphorien-d'Ozon, Sérézin-du-Rhône, Simandres, Ternay, Toussieu, Colombier-Saugnieu. |
| Communes de la couronne    | Isère             | 104      | Annoisin-Chatelans, Anthon, Artas, Assieu, Auberives-sur-Varèze, La Balme-les-Grottes, Beauvoir-de-Marc, Bonnefamille, Bourgoin-Jallieu, Cessieu, Chalon, Chamagnieu, La Chapelle-de-Surieu, Charantonnay, Charvieu-Chavagneux, Chasse-sur-Rhône, Châteauvilain, Chavanoz, Cheyssieu, Chèzeneuve, Chonas-l'Amballan, Chozeau, Chuzelles, Clonas-sur-Varèze, Les Côtes-d'Arey, Cour-et-Buis, Crachier, Crémieu, Culin, Diémoz, Dizimieu, Domarin, Estrablin, Eyzin-Pinet, Four, Frontonas, Grenay, Heyrieux, Hières-sur-Amby, L'Isle-d'Abeau, Janneyrias, Jardin, Leyrieu, Luzinay, Maubec, Meyrié, Meyssiez, Moidieu-Détourbe, Monsteroux-Milieu, Montcarra, Montseveroux, Moras, Optevoz, Oytier-Saint-Oblas, Panossas, Pont-de-Chéruy, Pont-Évêque, Reventin-Vaugris, Roche, Les Roches-de-Condrieu, Rochetoirin, Royas, Ruy-Montceau, Saint-Agnin-sur-Bion, Saint-Alban-de-Roche, Saint-Alban-du-Rhône, Saint-Chef, Saint-Clair-du-Rhône, Saint-Georges-d'Espéranche, Saint-Hilaire-de-Brens, Saint-Jean-de-Soudain, Saint-Just-Chaleyssin, Saint-Marcel-Bel-Accueil, Saint-Prim, Saint-Quentin-Fallavier, Saint-Romain-de-Jalionas, Saint-Savin, Saint-Sorlin-de-Vienne, Salagnon, Satolas-et-Bonce, Savas-Mépin, Septème, Sérézin-de-la-Tour, Serpaize, Seyssuel, Siccieu-Saint-Julien-et-Carisieu, Succieu, Tignieu-Jameyzieu, Tramolé, Trept, Valencin, Vaulx-Milieu, Vénérieu, Vernas, Vernioz, La Verpillière, Vertrieu, Veyssilieu, Vienne, Villefontaine, Villemoirieu, Villeneuve-de-Marc, Villette-d'Anthon, Villette-de-Vienne. |
| Communes de la couronne    | Ain               | 82       | Ambérieux-en-Dombes, Ars-sur-Formans, Balan, Beauregard, Béligneux, Beynost, Birieux, Blyes, La Boisse, Bouligneux, Bourg-Saint-Christophe, Bressolles, Chalamont, Chaleins, La Chapelle-du-Châtelard, Charnoz-sur-Ain, Château-Gaillard, Châtillon-la-Palud, Chazey-sur-Ain, Civrieux, Crans, Dagneux, Faramans, Fareins, Frans, Jassans-Riottier, Joyeux, Lapeyrouse, Leyment, Loyettes, Lurcy, Marlieux, Massieux, Messimy-sur-Saône, Meximieux, Mionnay, Miribel, Misérieux, Le Montellier, Monthieux, Montluel, Neyron, Niévroz, Parcieux, Pérouges, Pizay, Le Plantay, Priay, Rancé, Reyrieux, Rignieux-le-Franc, Saint-André-de-Corcy, Saint-André-le-Bouchoux, Saint-Bernard, Sainte-Croix, Saint-Didier-de-Formans, Saint-Éloi, Sainte-Euphémie, Saint-Georges-sur-Renon, Saint-Germain-sur-Renon, Saint-Jean-de-Niost, Saint-Jean-de-Thurigneux, Sainte-Julie, Saint-Marcel, Saint-Maurice-de-Beynost, Saint-Maurice-de-Gourdans, Saint-Maurice-de-Rémens, Saint-Nizier-le-Désert, Sainte-Olive, Saint-Paul-de-Varax, Saint-Trivier-sur-Moignans, Saint-Vulbas, Sandrans, Savigneux, Thil, Toussieux, Tramoyes, Trévoux, Versailleux, Villars-les-Dombes, Villeneuve, Villieu-Loyes-Mollon. |
| Communes de la couronne    | Métropole de Lyon | 28       | Albigny-sur-Saône, Cailloux-sur-Fontaines, Charbonnières-les-Bains, Charly, Couzon-au-Mont-d'Or, Curis-au-Mont-d'Or, Dardilly, Fleurieu-sur-Saône, Fontaines-Saint-Martin, Givors, Grigny, Limonest, Lissieu, Marcy-l'Étoile, Montanay, Neuville-sur-Saône, Poleymieux-au-Mont-d'Or, Quincieux, Rochetaillée-sur-Saône, Saint-Germain-au-Mont-d'Or, Saint-Romain-au-Mont-d'Or, La Tour-de-Salvagny, Vernaison, Genay, Jonage, Mions, Sathonay-Village, Solaize. |
| Communes de la couronne    | Loire             | 15       | Chagnon, La Chapelle-Villars, Châteauneuf, Chavanay, Chuyer, Dargoire, Lorette, Pavezin, Rive-de-Gier, Genilac, Saint-Joseph, Saint-Martin-la-Plaine, Saint-Michel-sur-Rhône, Tartaras, Vérin. |

## Démographie
Cette aire est catégorisée dans les aires de 700 000 habitants ou plus (hors Paris), une catégorie qui regroupe 19,7 % de la population au niveau national,.